# ダブル (漫画)
『ダブル』は、野田彩子による日本の漫画作品。ウェブコミック配信サイト『WEBヒーローズ』→『コミプレ』（ヒーローズ）内『ふらっとヒーローズ』にて2019年1月11日より連載中。
30歳の2人の男性が、「世界一の役者」を目指す演劇漫画。2020年、第23回文化庁メディア芸術祭マンガ部門優秀賞を受賞。2022年にテレビドラマ化、2023年には舞台化された。

## あらすじ
無名の天才役者・宝田多家良と、彼の才能をいち早く見出し、支える役者仲間の鴨島友仁。ふたりは同じ劇団に所属し、同じアパートで生活しているが、多家良のスケジュールや生活の大半は友仁によって支えられている。
そんなある日、出演舞台をきっかけに多家良が芸能事務所からのスカウトを受ける。
挫折と、成功とを繰り返す日々。ふたりでひとつの俳優が「世界一の役者」を目指しながらもぶつかり合い、変わっていく異色の演劇物語。

## 登場人物
宝田多家良（たからだ たから）
30歳、劇団員。7月1日生まれ。ある日、友仁が出演していた舞台を偶然観たのをきっかけに、会社を辞めて劇団英雄に所属する。台本を読まず、友仁の読み聞かせで芝居を組み立てるという独特の演技スタイルを取る。生活能力が著しく低い。
鴨島友仁（かもしま ゆうじん）
30歳、劇団員。５月８日生まれ。多家良の才能に気づき、芝居のいろはを教え込む。多家良が稽古に出られないときは「代役」として大きな役目を果たす。
多家良が事務所に所属するまでは、舞台の稽古からバイトのシフト管理まで、彼の公私にわたるマネジメントをしていた。
冷田一恵（つめた かずえ）
30歳、フラット芸能事務所社員。多家良を「世界に知らしめたい」とスカウト、以後マネージャーを務める。
轟九十九（とどろき つくも）
30歳、俳優。多家良が初出演したテレビドラマで共演。多家良のことを気に入り、友仁のことも気にかけている。
黒津壮市（くろづ そういち）
70歳、映画監督。有名作品を多く手掛け、多家良の初出演映画でメガホンを取る。
今切愛姫（いまぎれ あき）
21歳、アイドル・俳優。愛称あきちん。多家良とは映画での共演者として出会い、交流を深めていく。
岐華江（ふなと はなえ）
58歳、演出家。夫が心血を注いだ舞台を再現するために、さまざまな試みを仕掛ける。

## 書誌情報
- 野田彩子『ダブル』ヒーローズ〈ヒーローズコミックス〉、既刊5巻（2023年12月14日現在）
  1. 2019年6月14日発売[9]、ISBN 978-4-86468-652-5
  2. 2020年3月14日発売[10]、ISBN 978-4-86468-708-9
  3. 2020年10月14日発売[11]、ISBN 978-4-86468-759-1
  4. 2021年5月13日発売[12]、ISBN 978-4-86468-806-2
  5. 2023年12月14日発売[13]、ISBN 978-4-86468-222-0

## テレビドラマ
『WOWOWオリジナルドラマ ダブル』と題して、2022年6月4日から8月6日まで毎週土曜 22時30分 - 23時00分にWOWOWプライム、WOWOW 4Kで放送、およびWOWOWオンデマンドで配信。主演は千葉雄大と永山絢斗。

### ドラマ あらすじ
宝田多家良（たからだ たから）は新卒で会社員になったものの、ストレスで廃人同様の有様だった。そんな時に偶然、小劇団で芝居する鴨島友仁（かもしま ゆうじん）の舞台を観て演劇の魅力に取り憑かれる多家良。友仁は、自分の安アパートの隣室に多家良を住まわせ、演技の指導から日常生活の世話まで、社会的適応力のない多家良の面倒を７年間も見続けて30代になった。
共に「世界一の役者」を目指すものの、多家良の天性の才能を見せつけられ、絶望しつつも演劇への夢を捨てられない友仁。そんな時、芸能事務所の冷田一恵(つめだ かずえ)が多家良をスカウトに来た。渋る多家良の尻を叩いて契約させる友仁。テレビドラマの脇役を得た多家良は、主演俳優の轟九十九(とどろきつくも)に気に入られる。
著名な黒津監督の映画オーディションを多家良に勧める九十九。黒津監督の作品をDVDで何度も見続け、監督に惚れ込む多家良。主人公の友人役を獲得した多家良は友仁と人物像を作り込んで撮影に挑むが、現場で他人(友仁)の演出を感じ取り、激怒する黒津監督。友仁の付けた芝居ではなく、自分の思う演技を要求された多家良は、友仁が付けた「悔しさ」の演技が、役を獲得した自分への嫉妬であり、現場へ送り出した時の笑顔が、憎むことすらできない友仁の本音だと理解して、笑顔の演技で監督に認められた。
人気が全国区になるにつれ注目され、安アパートから防犯完備なマンションへの引っ越しを強いられる多家良。友仁は役者として目が出ず、所属していた小劇団も解散した。もう友仁なしでも行けるかもと呟く多家良。だが、実は多家良は友仁を同性愛的に愛しており、その気のない友仁と芝居の舞台で共演し続けるために、気持ちを押し殺していたのだった。
多家良の舞台公演が決まった。共演は多家良と噂になったアイドルの今切愛姫（いまぎれあき)と轟九十九だった。稽古中に轟の代役を演じて監督の目にとまり、轟を降板させてまで役を掴む友仁。友仁とは共演したくないと混乱する多家良。友仁がマンションに泊まっに夜に多家良は恋心を伝えたが、友仁は「尊敬されたかった」と、これまでの関係を保ち続けた。
友人の轟九十九が降ろされたことで、途中参加の友仁を憎み、多家良にも感情をぶつける愛姫。混乱した多家良は声が出なくなり、舞台稽古を無断欠席して逃げ出した。しかし、演じたい気持ちが勝り、稽古場に戻って監督やスタッフに謝罪する多家良。友仁や愛姫、マネージャーの冷田一恵に迎えられて多家良は舞台に向かった。

### キャスト
- 宝田多家良 - 千葉雄大[15]
- 鴨島友仁 - 永山絢斗
- 冷田一恵 - 桜庭ななみ
- 轟九十九 - 堀井新太
- 今切愛姫 - 工藤遥
- 水野英雄 - 板橋駿谷
- 川上たつひこ - 前野朋哉
- 永田信也 - 水間ロン
- 神野美波 - 中山忍
- 社長 - 橋本じゅん
- 岐華江 - 神野三鈴
- 黒津壮市 - 津田寛治

### スタッフ
- 原作 - 野田彩子『ダブル』（ヒーローズコミックス / ヒーローズ刊）
- 脚本 - 吉田恵里香
- 音楽 - 岩本裕司
- 監督 - 中川和博
- プロデューサー - 高江洲義貴、石塚紘太
- 制作協力 - シネバザール
- 製作著作 - WOWOW

### 放送日程
| 各話   | 放送日  |
| ------ | ------- |
| 第1話  | 6月04日 |
| 第2話  | 6月11日 |
| 第3話  | 6月18日 |
| 第4話  | 6月25日 |
| 第5話  | 7月02日 |
| 第6話  | 7月09日 |
| 第7話  | 7月16日 |
| 第8話  | 7月23日 |
| 第9話  | 7月30日 |
| 最終話 | 8月06日 |

## 舞台
『舞台 ダブル』と題して、2023年4月1日から4月9日まで紀伊国屋ホールで上演。主演は和田雅成と玉置玲央。

### キャスト
- 宝田多家良 - 和田雅成[6]
- 鴨島友仁 - 玉置玲央
- 轟九十九 - 井澤勇貴
- 冷田一恵 - 護あさな
- 今切愛姫 - 牧浦乙葵
- 飯谷宗平 - 永島敬三

### スタッフ
- 原作 - 野田彩子『ダブル』（ヒーローズコミックス / ヒーローズ刊）
- 脚本 - 青木豪
- 演出 - 中屋敷法仁
- 主催 - ネルケプランニング、ゴーチ・ブラザーズ